# Wapen van Huizen

Het wapen van Huizen

Het wapen van Huizen werd op 26 juni 1816 door de Hoge Raad van Adel aan de Noord-Hollandse gemeente Huizen toegekend. Het wapen is uniek omdat dit het enige Nederlandse gemeentewapen, van een bestaande gemeente, is waarop een vrouw als element afgebeeld is.

## Herkomst
De gemeente had geen wapen en bij de toekenning werd er gekozen voor een afbeelding die afstamt van een bestaande oude historisch dorpszegel die al veel langer in gebruik was. Dit zegel verwees naar de oorsprong van het oorspronkelijke dorp, een gemeenschap van boeren. De afbeelding verwijst dan ook naar de vroegste periode van het dorp, voor de achttiende eeuw, waarin het zegel gebruikt werd bij de toewijzing van landbouwgronden en de gebruiksrechten ervan. De afbeelding verwijst naar een oorspronkelijk zeer oud 18e-eeuws stempel van dit zegel, dat een boerenvrouw (melkmeisje) uitbeeldt die elders melk bij de klanten aflevert. De gemeente wilde het wapen meer "cachet" geven in 2010 en schreef een schrijfwedstrijd uit voor een "nieuwe legende" die gewonnen werd door Jaap Teeuwissen. Daarna werd ook een beeld van het melkmeisje vervaardigd in 2012 door de Haagse kunstenaar Berry Holslag. Om de gemeente op de toeristische kaart te zetten wordt dit verzonnen verhaal over het wapen en het bijbehorende beeld sindsdien gepromoot. Het melkmeisje zou in de legende uit een melkput zijn opgerezen nadat een gierige boer die weigerde zijn melk te delen met arme mensen hierin na blikseminslag was verdronken en nog steeds als geest flessen melk plaatsen bij voordeuren. Over het verhaal en het beeld was in de gemeenteraad discussie omdat het niet overeenstemde met de historische betekenis en herkomst van het gemeentewapen en het uiterlijk niet klopte met dat van een historisch correcte weergave van een melkvrouw en tevens het juk ontbrak. Het gemeentebestuur wilde echter vanuit toerisme en marketing het nieuwe verhaal en het bijbehorende beeld promoten.

## Blazoenering
De blazoenering van het wapen luidt als volgt:
Van keel, waarop een melkvrouw van goud.
Het schild is rood van kleur met daarop een melkvrouw. Zij heeft een juk over de beide schouders met aan elke kant een emmer, vermoedelijk is dit een verwijzing naar de agrarische sector van uit de omgeving van Huizen. De gehele voorstelling is goud van kleur. Het wapen heeft geen schildhouder(s) en ook geen kroon.

## Van het wapen afgeleide symbolen
- De gemeentevlag van Huizen bevat in de bovenste baan het melkmeisje uit het wapen.
- In het logo van de gemeente Huizen staat het melkmeisje, in gestileerde vorm, centraal.

Aalsmeer · Alkmaar · Amstelveen · Amsterdam · Bergen · Beverwijk · Blaricum · Bloemendaal · Castricum · Den Helder · Diemen · Dijk en Waard · Drechterland · Edam-Volendam · Enkhuizen · Gooise Meren · Haarlem · Haarlemmermeer · Heemskerk · Heemstede  · Heiloo · Hilversum · Hollands Kroon · Hoorn · Huizen · Koggenland · Landsmeer · Laren · Medemblik · Oostzaan · Opmeer · Ouder-Amstel · Purmerend · Schagen · Stede Broec · Texel · Uitgeest · Uithoorn · Velsen · Waterland · Wijdemeren · Wormerland · Zaanstad · Zandvoort